# 오드리나 패트리지
오드리나 패트리지(Audrina Patridge, 1985년 5월 9일 ~ )는 미국의 배우이다.

## 출연 작품

### 영화
- 여대생 기숙사 (2009)
- 블루스톰 2 (2009, Into the Blue 2: The Reef)
- 허니 2 (2011)
- 무서운 영화 5 (2013)

### 텔레비전
- 더 힐즈 (2006-10)
- 댄싱 위드 더 스타 (2010)